# Hotel Royal
Hotel Royal je dvokatna zgrada u Kapucinskoj ulici 34 u Osijeku, Hrvatska.

## Opis
Reprezentativnu dvokatnu zgradu, projektirao je Ivan Eduard Domes 1904. – 1905. godine za hotelsku namjenu. Pročelje kasnog historicizma oblikovano je neobaroknim izrazom. Reprezentativnost same zgrade očituje se i u oblikovanju unutrašnjeg prostora koji je u prizemlju imao kasno historicističku kavanu s ljetnim vrtom, secesijsku kino dvoranu. Arhitektonska vrijednost zgrade je u proporcijama, ritmu masa i ploha, funkcionalnom oblikovanju prostora bogate dekorativnosti koje stvara scenski ugođaj s harmonično uklopljenim dekorativnim detaljima i arhitektonskim elementima. Tako naglašena reprezentativna funkcija zgrade pokazuje visoku razinu društvenog života Osijeka početkom XX. stoljeća.

## Zaštita
Pod oznakom Z-3448 zaveden je kao nepokretno kulturno dobro – nepokretna pojedinačna, pravna statusa zaštićena kulturnog dobra, klasificiran kao "javne građevine".